# زد إكس سبكتروم
جهاز زد إكس سبكتروم (بالإنجليزية: ZX-Spectrum) هو حاسوب منزلي من فئة 8 بت تم إطلاقه في بريطانيا عام 1982 من قبل شركة سنكلير للأبحاث المحدودة Sinclair Research Ltd. في مراحل تطوير هذا الجهاز كان يسمى باسم زد اكس 81 الملون ZX81 Colour أو زد اكس 82 ZX82، لكن قامت الشركة بإطلاقه باسم زد اكس سبكتروم ZX-Spectrum للإشارة إلى إمكانية الجهاز للعرض بالألوان مقارنة مع العرض أحادي اللون لسلفه جهاز سنكلير زد اكس 81 Sinclair ZX-81. توجد ثمانية موديلات من هذا الجهاز، ابتداءً من الموديل الأولي المزود بذاكرة رام 16 كيلوبايت إصدار عام 1982، وانتهاء بزد اكس سبكتروم المزود بـ128 كيلوبايت ذاكرة رام وسواقة أقراص مرنة مدمجة الذي صدر في عام 1987 والمسمى زد اكس سبكتروم +3. بيع من هذا الجهاز بكافة موديلاته 5 خمسة ملايين وحدة على مستوى العالم.
كان سبكتروم Spectrum من أوائل أجهزة الكومبيوتر المنزلية في بريطانيا الموجهة لعامة الناس، مشابهاً في ذلك جهاز كومودور 64 Commodore في الولايات المتحدة الأمريكية. وقد أدى ظهور هذا الجهاز إلى حصول طفرة في شركات إنتاج البرامج والملحقات له، وأثر ذلك ما زال ظاهراً، حيث يعزو البعض انطلاق صناعة المعلوماتية في بريطانيا إلى هذا الجهاز. وفيما بعد، بدأت صفقات تراخيص إنتاج أجهزة متوافقة مع سبكتروم في أوروبا والاتحاد السوفييتي وأجزاء من أمريكا. ونتيجة لكل هذا نال كلايف سنكلير Clive Sinclair لقب فارس لـ«خدماته للصناعة البريطانية».
في بداية الثمانينات، كانت أجهزة كومودور 64 Commodore، بي بي سي BBC وفيما بعد أمستراد سي بي سي Amstrad CPC Amstrad CPC، المنافسين الرئيسيين لسبكتروم في السوق البريطانية. أما حالياً، فيتمتع هذا الجهاز بشعبية عائدة من خلال برامج الموائمة emulators المتوفرة التي تسمح لهواة ألعاب الثمانينات بتشغيل كافة الألعاب بدون مشقة التحميل من الكاسيت أو استخدام الجهاز مع تلفزيونات تعمل بنظام ان تي اس سي.
تم إصدار ما يقارب 20,000 برنامج لزد اكس سبكتروم منذ إطلاقه عام 1982 وما زالت الألعاب الجديدة تصدر، مع إطلاق 90 لعبة جديدة في عام 2010.

## البنية الأساسية

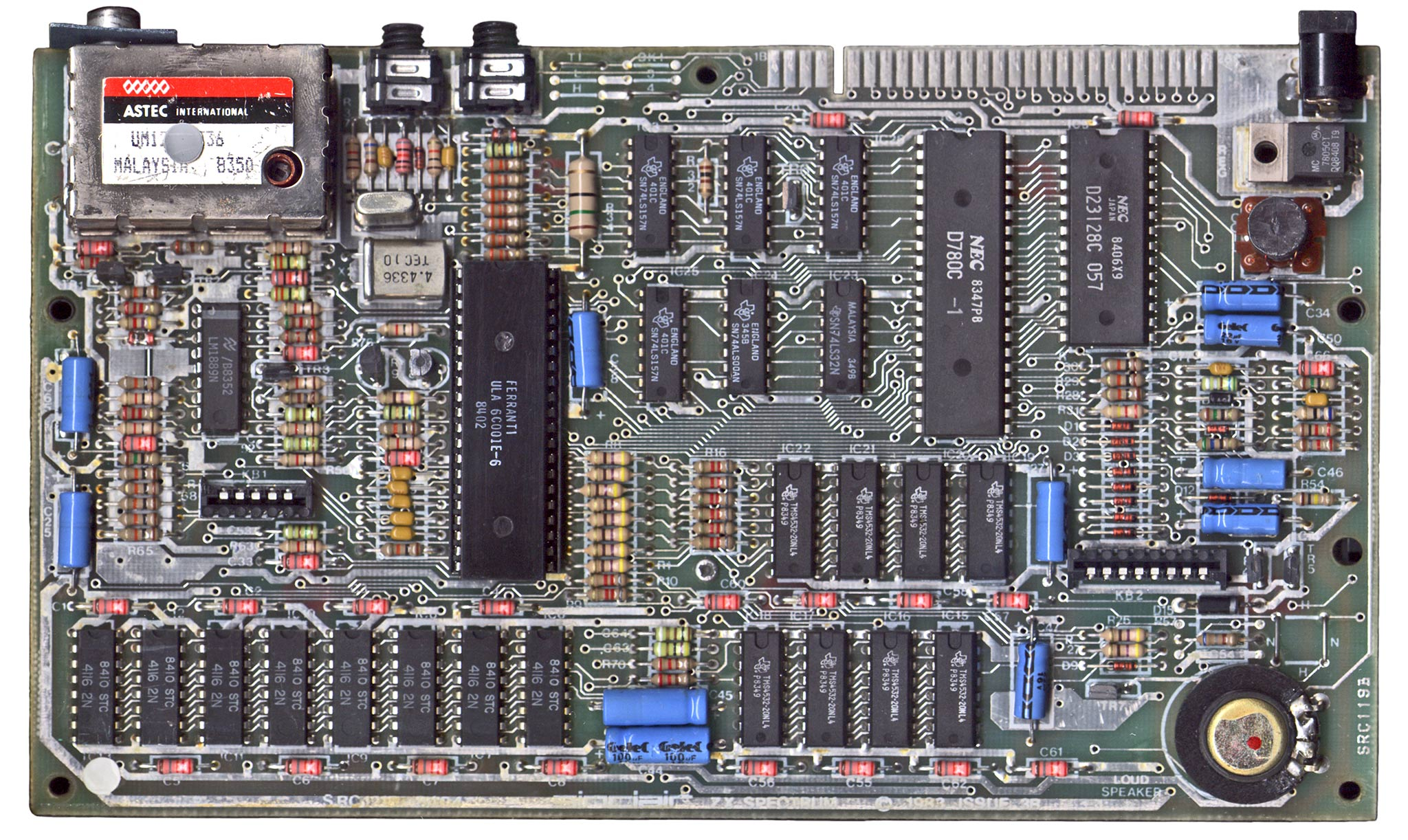
اللوحة الأم لجهاز سبكتروم 48 (الإصدار 3ب - عام 1983، بعد ازالة مبرد الحرارة)

يعمل سبكتروم على معالج زيلوغ زد 80أ Zilog Z80A بسرعة 3.5 ميغاهيرتز (أو معالج ان أي سي دي780 سي-1 NEC D780C-1 المتوافق معه). كانت ذاكرة الروم للموديل الأساسي من سبكتروم 16 كيلوبايت (16 × 1024 بايت) مع الاختيار بين 16 أو 48 كيلوبايت لذاكرة الرام. صمم البنية الأساسية للجهاز ريتشارد آلتواسر Richard Altwasser من شركة سنكلير للأبحاث Sinclair Research، أما الشكل الخارجي فصممه مصمم شركة سنكلير ريك ديكنسون Rick Dickinson.
كانت التلفزيونات المنزلية الملونة هي وسيلة العرض لجهاز سبكتروم، حيث تم تصميمه مع موائم تلفزيوني لهذا الغرض وللتمكن من عرض رسوم ملونة ببساطة. بالنسبة للنصوص، كانت تعرض الاحرف المعرفة ضمن الجهاز ضمن البرامج في 32 عمود × 24 سطر، مع قابلية استخدام 15 تدرج للظلال وسبعة ألوان ضمن درجتين من الإضاءة لكل لون، إضافة للون الأسود. كانت دقة العرض 256 × 192 بيكسل مع نفس الإمكانيات اللونية. للمحافظة على استخدام الذاكرة، كان يتم تخزين الألوان بشكل منفصل عن خريطة الرسوم، وضمن دقة منخفضة بتحديد 32×24 خلية مطابقة لخلايا عرض الأحرف. جدير بالذكر أن مصمم بنية الجهاز ريتشارد آلتواسر حاز على براءة اختراع لهذا التصميم.
صمم عرض الألوان باستخدام ما يسمى بالسمات attribute، التي تتألف من لونين، لون للخلفية ولون أمامي، بدرجة اضاءة (عادي ومضيئ) مع إمكانية الوميض، بتبديل اللونين الأمامي والخلفي وفق فارق زمني محدد. للأسف، هذه الطريقة أدت إلى حدوث تضارب في الألوان أو تضارب في السمات كانت ظاهرة بشكل واضح في الألعاب والرسوم المتحركة على سبكتروم، فكان اللون المحدد لشكل معين يمتد خارج اطار الرسم، هذه المشكلة أضحت معروفة ومثار للمزاح بين مستخدمي سبكتروم، كما كانت نقطة ضعف في المقارنة مع الأنظمة الأخرى المتوفرة. لم تكن هذه المشكلة موجودة في أجهزة أمستراد سي بي سي Amstrad CPC ولا في جهاز كومودور 64 Commodore، الذي كان يستخدم طريقة مشابهة للعرض لكن مع تفادي التضارب بوجود نمط متعدد الألوان multicolor، أشكال متحركة sprites ونمط انزلاق في العرض scrolling يستندان إلى بنية الجهاز وليس البرامج.
أما بالنسبة للصوت، فكان يتم عن طريق نغمات تصدر من الجهاز نفسه، مع قناة صوتية واحدة بدرجة 10 اوكتاف.
يحتوي الجهاز على منفذ ناقل توسعي مع منفذ إدخال/ إخراج صوتي لتوصيل مسجل كاسيت يستخدم في تحميل وتخزين البرامج والبيانات.

## البرامج الثابتة
تم تخزين مترجم لغة البيسيك الخاصة بسنكلير Sinclair Basic ضمن ذاكرة روم للجهاز (بالإضافة إلى اجراءات أساسية خاصة بالنظام). كتب هذه اللغة ستيف فيكرز Steve Vickers الذي كان متعاقداً مع سنكلير من قبل شركة ناين تايلز المحدودة Nine Tiles ltd.. كانت تعليمات لغة البيسيك مكتوبة على أحرف لوحة المفاتيح، فعلى سبيل المثال إذا تم الضغط على حرف G تظهر تعليمة GOTO على الشاشة.
تم تطوير لغة البيسيك الخاصة بسبكتروم انطلاقاً من النسخة المصممة لجهاز زد اكس 81، حيث كان بالإمكان ادخال برنامج بلغة البيسيك الخاصة بـزد اكس 81 إلى سبكتروم بدون أي تعديل يذكر، لكن تضمنت نسخة سبكتروم بعض التعليمات الاضافية لتوفير سهولة أكبر في الاستخدام، فمثلاً تم توسيع مجموعة الأحرف لتتضمن الأحرف الصغيرة، وتم إضافة تعليمات عديدة للرسوم والصوت، وأيضاً تم دعم الاسطر متعددة التعليمات. بالإضافة إلى ذلك، كان التعامل مع مسجل الكاسيت أكثر تقدماً، فكان التحميل والحفظ أسرع بأربع مرات، وأكثر اعتمادية. كانت الإمكانيات الخاصة بالحفظ متعددة، حيث كان بإمكان المستخدم حفظ محتويات الشاشة، المصفوفات وغيرها من عناوين الذاكرة.

## موديلات سنكلير للأبحاث

### التصاميم قبل النهائية
أتى ريك ديكنسونRick Dickinson بعدة تصاميم من أجل مشروع «زد اكس 82» قبل اعتماد تصميم زد اكس سبكتروم. تم تغيير عدة تسميات خاصة بتعليمات لوحة المفاتيح خلال مرحلة التصميم فتغيرت تعليمة «أمامي Fore» الخاصة بلون الحرف إلى «حبر ink» و«خلفية background» إلى «ورقة paper».

### جهاز زد اكس سبكتروم 16 ك/48 ك
يذكر جهاز زد اكس سبكتروم دوماً للوحة مفاتيحه المطاطية ذات الحجم الصغير وشريط ألوان قوس قزح على الجانب الأيمن. تم إطلاق الجهاز مبدئياً في عام 1982 مع ذاكرة رام 16 كيلوبايت بسعر 125 جنيه استرليني أو مع ذاكرة رام 48 كيلوبايت بسعر 175 جنيه استرليني؛ خفضت هذه الأسعار لاحقاً إلى 99 جنيه استرليني و129 جنيه استرليني بالتتالي. كان بإمكان أصحاب موديل الـ16 كيلوبايت شراء ذاكرة 32 كيلوبايت داخلية إضافية، متضمنة لوحة فرعية لأصحاب أجهزة الدفعة الأولى من هذه الأجهزة. أما بالنسبة للدفعات التالية فكان المطلوب إضافة ثمانية شرائح ذاكرة وعدة شرائح تي تي ال TTL. كان بإمكان المستخدمين إرسال أجهزة سبكتروم 16 ك إلى شركة سنكلير لتوسيع الذاكرة إلى 48 كيلوبايت. لتخفيض السعر، تم استخدام ثمانية شرائح 64 كيلوبت فيها خلل وتعمل بنصف إمكانياتها. وكان يتم تركيبها واعدادها للتشغيل وفق ذلك.
ظهرت أيضاً وحدات ذاكرة خارجية بسعة 32 كيلوبايت يتم تركيبها عن طريق المخرج التوسعي، وتوفرها شركات أخرى.
أما بالنسبة لذاكرة روم، فكلا النسختين من سبكتروم كانتا تتضمنان 16 كيلوبايت روم داخلية.
تم تصنيع حوالي 60,000 جهاز من الإصدار الأول لكومبيوتر زد اكس سبكتروم؛ كان يتم تمييز أجهزة هذه الدفعة بألوان لوحة المفاتيح الرمادية الفاتحة، والتي كانت رمادية زرقاء في الدفعات التي جاءت بعدها.

### زد اكس سبكتروم+
بدأ التخطيط من أجل جهاز زد اكس سبكتروم بلاس في يونيو 1984، وتم إطلاق الجهاز في شهر أكتوبر من العام نفسه. قدم هذا الجهاز (اسم الشيفرة: تي بي) بذاكرة 48 كيلوبايت ولوحة مفاتيح مشابهة للوحة المفاتيح الخاصة بجهاز سنكلير كيو ال ومفتاح إعادة تشغيل. إلكترونياً، كان هذا الجهاز مطابقاً تماماً لسلفه زد اكس سبكتروم 48 ك. تم بيع هذا الجهاز بسعر 179 جنيه استرليني.
كان متوفراً أيضاً إمكانية شراء الجهاز غير مركب، ليتم تركيبه من قبل المستخدم. في البداية، حقق هذا الجهاز مبيعات فاقت مبيعات سلفه ذو لوحة المفاتيح المطاطية. في جميع الأحوال، اشتكى بعض البائعين من وجود نسبة أعطال تصل إلى 30% بزيادة 5-6% عن المعتاد.

### زد اكس سبكتروم 128
طورت شركة سنكلير جهاز زد اكس سبكتروم 128 (اسم الشيفرة: ديربي) بالتعاون مع موزعها الإسباني شركة انفسترونيكا. ساعدت شركة انفسترونيكا في أقلمة زد اكس سبكتروم بلاس للسوق الإسبانية بعد أن قدمت الحكومة الإسبانية نمط خاص للضرائب على الكومبيوترات بذاكرة 64 كيلوبايت أو أقل، مع الإلزام بأن تكون جميع الكومبيوترات المباعة في إسبانيا داعمة للأحرف الإسبانية (مثل نيو) وتعرض النصوص باللغة الإسبانية.
احتوى هذا الجهاز على العديد من الميزات الجديدة، أولها ذاكرة رام 128 كيلوبايت، ثلاثة أقنية صوتية عن طريق شريحة ايه واي-3-8912، توافقية مع نظام ميدي للموسيقا، مخرج متسلسل من نوع ار اس-232، منفذ للمرقاب ار جي بي، 32 كيلوبايت ذاكرة روم تحتوي على محرر محدث للغة البيسيك ولوحة مفاتيح رقمية منفصلة.
تم إطلاق الجهاز وعرضه للبيع في آن واحد في سبتمبر 1985 في معرض سيمو 1985 بإسبانيا، بسعر 44,250 بيسيته. لكن بسبب العدد الكبير من الوحدات الغير مباعة من سبكتروم بلاس، قررت شركة سنكلير ألا تبدأ ببيع هذا الجهاز في بريطانيا حتى شهر يناير من عام 1986 وبسعر 179.95 جنيه استرليني. جدير بالذكر أن شركة سنكلير لم تطرح لوحة المفاتيح الخارجية للسوق البريطانية، بالرغم من تجهيز ذاكرة الروم لاستخدامها، وبالرغم من وجود المنفذ الخاص بها والذي سمي بـ«اوكس AUX».
كان معالج زد80 المستخدم في أجهزة سبكتروم مزود بناقل 16 بت، مما يعني إمكانية عنونة 64 كيلوبايت من الذاكرة فقط بشكل مباشر. لتسهيل استخدام الذاكرة الباقية 80 كيلوبايت من الرام، قام المصممين باستخدام نمط تبديل لتمكين الذاكرة الجديدة من أن تكون متوفرة وذلك بشكل ثمانية صفحات من 16 كيلوبايت في أعلى مساحة العنونة. تم استخدام هذه التقنية أيضاً للتنقل بين محرر ذاكرة الروم وذاكرة روم 16 كيلوبايت الخاصة بلغة البيسيك في أسفل مساحة الذاكرة.
تم إضافة العديد من التعليمات إلى لغة البيسيك، فتعليمة بلاي PLAY مخصصة لاستخدام الإمكانيات الصوتية الجديدة الخاصة بشريحة الصوت ونظام ميدي MIDI. واضيفت تعليمة سبكتروم SPECTRUM للانتقال إلى نمط لغة البيسيك الخاصة بسبكتروم 48، لكن مع عدم وجود وسيلة للعودة إلى نمط 128 ك. وأيضاً لتمكين المبرمج من الولوج إلى الذاكرة الاضافية، تم إنشاء اسطوانة رام RAM Disk بسعة 80 كيلوبايت يمكن تخزين الملفات فيها.
حجزت التعليمات الجديدة مساحتين للأحرف الخاصة بالمستخدم مما أدى إلى حدوث مشاكل بالتوافقية عند تشغيل بعض برامج لغة البيسيك.
حملت النسخة الإسبانية من الجهاز رمز 128 ك “128K” باللون الأبيض بينما كان هذا الرمز باللون الأحمر في النسخة البريطانية.

## موديلات امستراد

### زد اكس سبكتروم +2
كان جهاز زد اكس سبكتروم +2 باكورة أجهزة سبكتروم بعد شراء شركة سنكلير والعلامة التجارية لكومبيوترات سبكتروم واسم سنكلير من قبل شركة أمستراد Amstrad في عام 1986. جاء الجهاز الجديد في غلاف خارجي رمادي مع لوحة مفاتيح تقليدية، مع تزويده بمخرجين لعصا الألعاب ومسجل كاسيت سمي «داتاكوردر datacorder» (مشابه لجهاز أمستراد سي بي سي Amstrad CPC 464)، وكان في نفس الوقت مطابقاً تماماً لجهاز سنكلير سبكتروم 128. افتقدت القائمة الرئيسية لهذا الجهاز لخيار «اختبار الشريط Tape Test» الموجودة في سبكتروم 128 وتم تعديل ذاكرة الروم لإظهار رسالة الحقوق التجارية لشركة أمستراد 1986.
أدت هذه التغييرات إلى حدوث عدم توافقية بسيطة مع برامج سبكتروم 48 التي تتطلب الولوج إلى عناوين محددة في ذاكرة الروم. تم تخفيض تكلفة الإنتاج وبالتالي أسعار المبيع لتصل ما بين 139إلى 149 جنيه استرليني. لم تتضمن لوحة المفاتيح الجديدة تعليمات لغة البيسيك كالأجهزة السابقة، ما عدا تعليمات LOAD، CODE وRUN التي كانت تستخدم في تحميل البرامج والبيانات. لم يكن هذا بالامر المهم، حيث أنه لسبكتروم +2 نظام قائمة رئيسية مشابه تماماً للنظام الموجود في سبكتروم 128، حيث يمكن التبديل بين نمطي لغة البيسيك لـسبكتروم 48 وسبكتروم 128، حيث كان على المستخدم في نمط 128 أن يقوم بكتابة التعليمات بالحرف الواحد بالرغم من وجودها مخزنة داخلياً ككلمة واحدة لكل تعليمة. بالرغم من هذه الاختلافات، بقي الجهاز مطابقاً لسبكتروم 128.

### زد اكس سبكتروم +2أ
تم إنتاج سبكتروم +2أ ZX-Spectrum +2A في عام 1987 لتمييز هذه السلسلة من الأجهزة عن أجهزة أمستراد. وبالرغم من وجود علامة «زد اكس سبكتروم +2» على الغلاف الخارجي، فإن جهاز سبكتروم +2أ كان يسهل تمييزه عن الدفعة الأولى ذات اللون الرمادي بلون الغلاف الخارجي الأسود ليكون مماثلاً في ذلك لأجهزة سبكتروم الأصلية.
استخدم جهاز سبكتروم +2أ لوحة مفاتيح جديدة كالمستخدمة في أجهزة أمستراد، كما تم تخفيض عدد الشرائح المستخدمة في اللوحة الرئيسية حيث تم دمج العديد منها. خططت أمستراد لإدخال دارة بينية لسواقة أقراص مرنة، لكنها لم تظهر أبداً. إذا كان قد تم إضافة سواقة أقراص خارجية، فإن إشارة +2أ في شاشة نظام التشغيل ستتغير إلى +3. وكما في جهاز سبكتروم +3 فإن بعض ألعاب سبكتروم 48 و128 القديمة كانت تواجه مشكلة في التوافقية.

### زد اكس سبكتروم +2ب
حملت بعض الدفعات الأولى من أجهزة سبكتروم +2 عبارة «128 ك سبكتروم +2أ صنع في تايوان»، في الدفعات التالية تغيرت إلى «128 ك سبكتروم +2ب صنع في الصين»

### زد اكس سبكتروم +3
كان جهاز سبكتروم +3 مشابهاً بالشكل لسبكتروم +2 مع استبدال سواقة أقراص مرنة 3 بوصة بمسجل الكاسيت (كما في أمستراد سي بي سي Amstrad CPC 6128)، وتغيير لون الغلاف الخارجي من الرمادي إلى الأسود. تم إطلاق هذا الجهاز في عام 1987 بسعر 249 جنيه استرليني وخفص هذا السعر فيما بعد إلى 199 جنيه. وكان جهاز سبكتروم الوحيد الذي يتمكن من تشغيل نظام سي بي ام بدون أجهزة إضافية.
تمت إضافة شريحتي ذاكرة روم بسعة 16 كيلوبايت للواحدة إلى جهاز سبكتروم +3. واحدة منهما احتوت على الجزء الثاني المعدل من ذاكرة روم لسبكتروم 128 والأخرى احتوت على نظام تشغيل الأقراص المرنة +3. كان هذا النظام نسخة معدلة من أمستراد آم دوس، سمي بـ+3 دوس. تم تركيب هاتين الذاكرتين بالإضافة إلى ذاكرتي روم الأساسيتين، كما لو كانتا ذاكرتين الواحدة منهما بسعة 32 كيلوبايت روم. حتى يتم تشغيل نظام سي بي/ام، الذي كان يتطلب ذاكرة رام في أسفل مساحة العنونة، تم تحسين عملية التبديل في الذاكرة، مما سمح للتبديل بين ذاكرة الروم و16 كيلوبايت من ذاكرة رام.
فيما يلي بعض التغييرات الأساسية التي أدى البعض منها إلى حدوث عدم توافقية:
- أدى إزالة عدة خطوط من الناقل التوسعي (فيديو، طاقة وIORQGE)؛ إلى حصول عدة مشاكل مع الطرفيات الخارجية. لتفادي ذلك، تم استخدام طرفيات مثل جهاز “Fix It” للتمكن من استخدام طرفيات أخرى مثل مودم في تي اكس 5000 VTX.
- تم تقسيم روم سي اس ROMCS إلى سطرين، لتعطيل كلا الشريحتين.
- عند قراءة منفذ إدخال / إخراج غير متوفر لم تأتِ النتيجة بقراءة آخر صفة، مما أدى إلى عدم إمكانية تشغيل بعض الألعاب مثل آركانويد Arkanoid.
- أدى تغيير توقيت ذاكرة الرام إلى فشل مؤثرات تبديل الألوان في السرعة العالية.
- تمت إزالة إجراءات مسح الذاكرة الخاصة بلوحة المفاتيح الرقمية.
- نقل عنوان 1 بايت في ذاكرة روم.

كانت بعض ألعاب سبكتروم 48 وبعض من ألعاب سبكتروم 128 غير متوافقة مع سبكتروم 128+3، وكانت الدارة البينية انترفيس 1 غير متوافقة أيضاً نظراً للاختلاف في ذاكرة الروم ومخرج التوسع، مما أدى بالتالي إلى عدم إمكانية توصيل واستخدام سواقات المايكرودرايف.
بالرغم من استحواذ سبكتروم +3 على ثلث المبيعات في سوق الكومبيوتر المنزلية في بريطانيا فقد أوقفت شركة أمستراد Amstrad في ديسمبر 1990.

## الأجهزة المقلدة

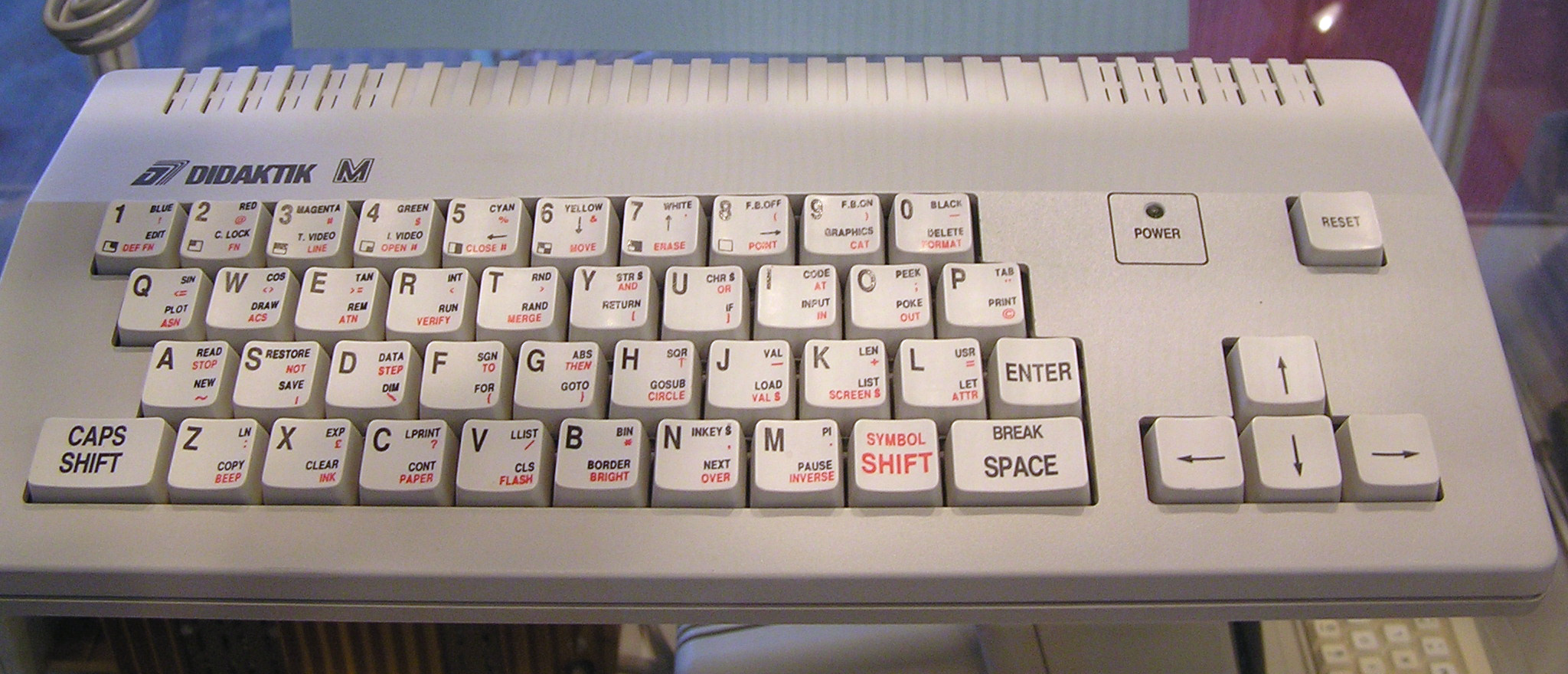
جهاز ديداكتيك م

قامت شركة سنكلير بترخيص تصميم جهاز سبكتروم إلى شركة تايمكس في الولايات المتحدة الأمريكية. فقامت بتصنيع وتسويق نسخة من هذا الجهاز في الولايات المتحدة. تضمن جهاز تايمكس قدرات رسومية وصوتية أفضل مع وجود بعض التعديلات الأخرى وسمي تايمكس سنكلير 2068 Timex Sinclair. كانت أجهزة تايمكس غير متوافقة تماماً مع أنظمة سنكلير الأصلية. في جميع الأحوال تم تبني الأبحاث التي قامت بها تايمكس من قبل شركة سنكلير. أحد هذه الأبحاث كان مشروع جهاز سبكتروم المحمول الملقب بـ’باندورا Pandora’، الذي كان سيعتمد شريحة يو ال ايه ULA بتحديد رسومي عالي الدقة والتي كانت مستخدمة في تايمكس تي اس 2068. من المواصفات التي كانت قد خططت لجهاز باندوراPandora أو كما سمي بجهاز سنكلير المحموة ل للأعمال، شاشة مرقاب مسطحة وسواقات مايكرودرايف مع التوجه لسوق الأعمال.
عندما اشترى آلان شوغر قسم الكومبيوتر من شركة سنكلير، قام بالغاء المشروع.
في المملكة المتحدة، قامت إحدى الشركات المصنعة لطرفيات سبكتروم مايلز غوردون تكنولوجي Miles Gordon Technology (MGT) بإنتاج جهاز سام كوبيه SAM Coupé، الذي كان من المفترض أن يصبح خليفة لجهاز سبكتروم مع بعض التوافقية. لكن في هذا الوقت، كان جهازي كومودور أميغا وأتاري اس تي قد استحوذا على السوق، مما أدى في نهاية المطاف إلى ايقاف تصنيعه.
تم إنتاج العديد من الأجهزة المقلدة لجهاز سبكتروم، خاصة في دول المعسكر الاشتراكي. على سبيل المثال في رومانيا، تم إنتاج العديد من الموديلات مثل تيم-س Tim-S، اتش سي 85 HC85، اتش سي 91 HC91، كوبرا Cobra، جونيور Junior، سي أي بي CIP، سي أي بي 3 CIP وجيت JET. بعض هذه الأجهزة تضمن التوافقية مع نظام سي بي ام CP/M وسواقات أقراص مرنة 5.25 أو 3.5 بوصة.
في أمريكا الجنوبية ظهرت أجهزة مثل مايكروديجيتال Microdigital تي كي 90 اكس TK 90X وتي كي 95 TK 95.
أما في دول الاتحاد السوفييتي السابق، تم تجميع أجهزة مقلدة لسبكتروم من قبل الآلاف من أصحاب الأعمال الصغيرة وتم توزيعها وبيعها عن طريق الإعلانات والمحلات الصغيرة.
ظهر في الأسواق أكثر من خمسين جهاز مقلد لسبكتروم، بعضها ما زال يتم إنتاجه حتى الآن، مثل بنتاغون Pentagon واي تي ام توربو ATM Turbo. في الهند، قامت شركة ديسيبل للإلكترونيات Decibells Electronics بإنتاج نسخة مرخصة من سبكتروم+ عام 1986 وسميت باسم دي بي سبكتروم+ db Spectrum+، وباعت منها عدة آلاف مع نجاح ملحوظ في السوق الهندية حتى عام 1990 عندما انتهت فترة رواج هذه الأجهزة.

## الطرفيات
تم تسويق العديد من الطرفيات لجهاز سبكتروم من قبل شركة سنكلير. أول هذه الطرفيات كانت طابعة زد اكس، التي كانت موجودة مسبقاً في الأسواق لتعمل مع جهاز زد اكس – 81 الذي كان يتشارك مع سبكتروم بنفس منفذ التوسع.
من أهم الأجهزة الملحقة التي أنتجت لسبكتروم من قبل شركة سنكلير، كانت وحدة التوسيع انترفيس 1 التي احتوت على 8 كيلوبايت من ذاكرة روم، منفذ متسلسل RS-232، مخرج لتوصيل بالشبكة (سميت زد اكس نت ZX-Net) ومخرج توصيل حتى ثمانية سواقات تخزين مايكرودرايف ZX-Microdrive التي كانت تستعمل أشرطة كاردترج سريعة، لكن لا يمكن الاعتماد عليها. أطلقت هذه الطرفيات في يوليو 1983 واستخدمت هذه السواقات فيما بعد في جهاز سنكلير كيو ال Sinclair Ql بعد إجراء بعض التعديلات، حيث كانت متوافقة من الناحية البنيوية مع سبكتروم لكن غير متوافقة من الناحية البرمجية.
أنتجت شركة سنكلير أيضاً طرفية زد اكس انترفيس 2 ZX-Interface 2 الذي يسمح بتوصيل جهازي تحكم بالألعاب Joysticks مع منفذ لكارتردجات روم.
ظهر في الأسواق العديد من الطرفيات التي انتجتها شركات أخرى. اشتملت هذه الطرفيات على دارة توصيل أجهزة التحكم بالألعاب من كمبستون Kempston، دارت لمنافذ تسلسلية RS-232 ومتوازية سنترونكس Centronix، وحدات توليد الكلام Currah Microspeech، جهاز تصوير فيديو Videoface Digitiser، وحدات توسيع ذاكرة، طبل موسيقي Cheetah Marketing SpecDrum، جهاز لالتقاط الصور Multiface، وحدة تفكيك من رومانتيك روبوت Romantic Robot، بالإضافة إلى لوحات مفاتيح خارجية لاقت رواجاً عوضاً عن اللوحة المطاطية الأصلية.

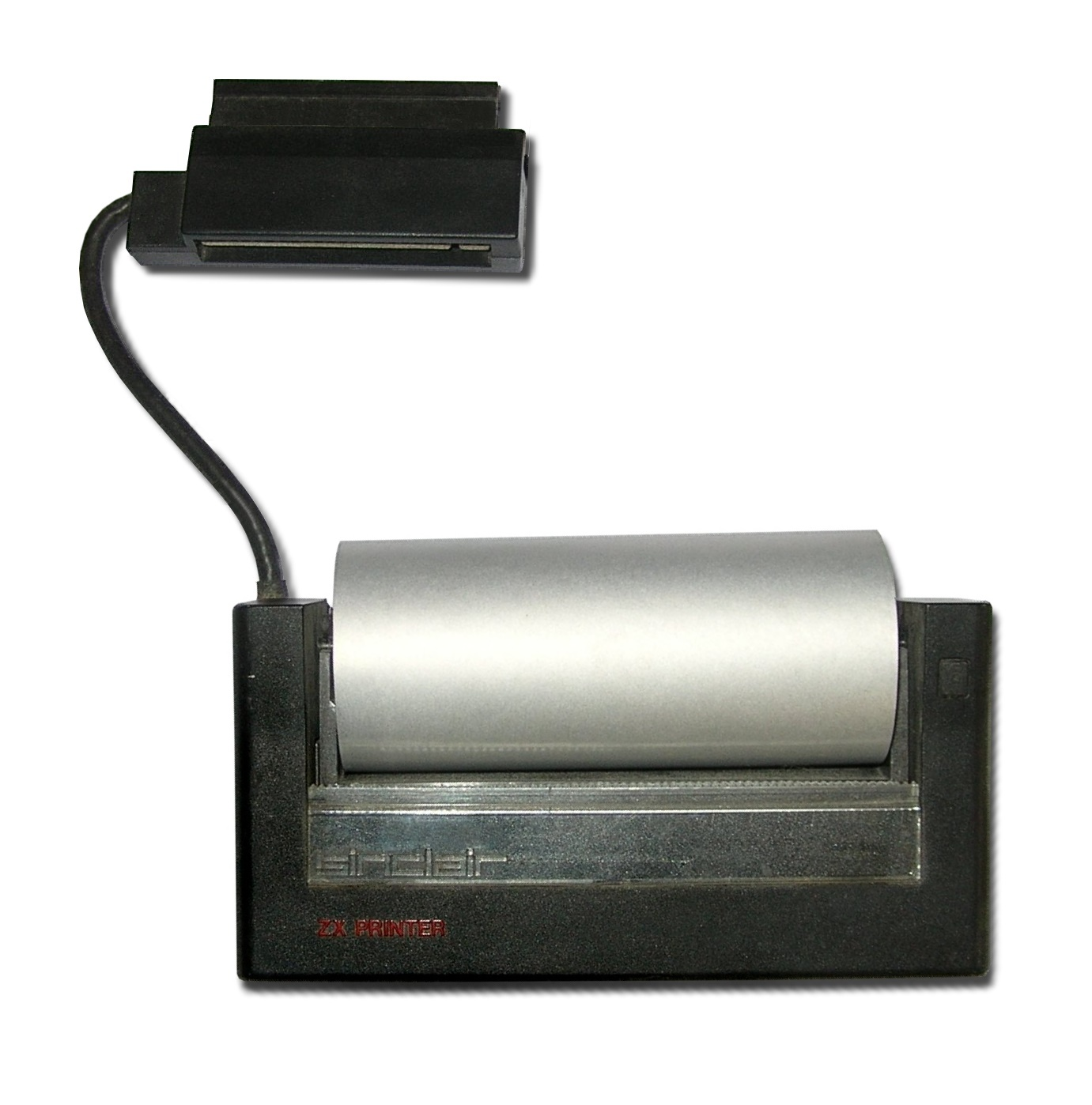
طابعة زد اكس برينتر ZX Printer
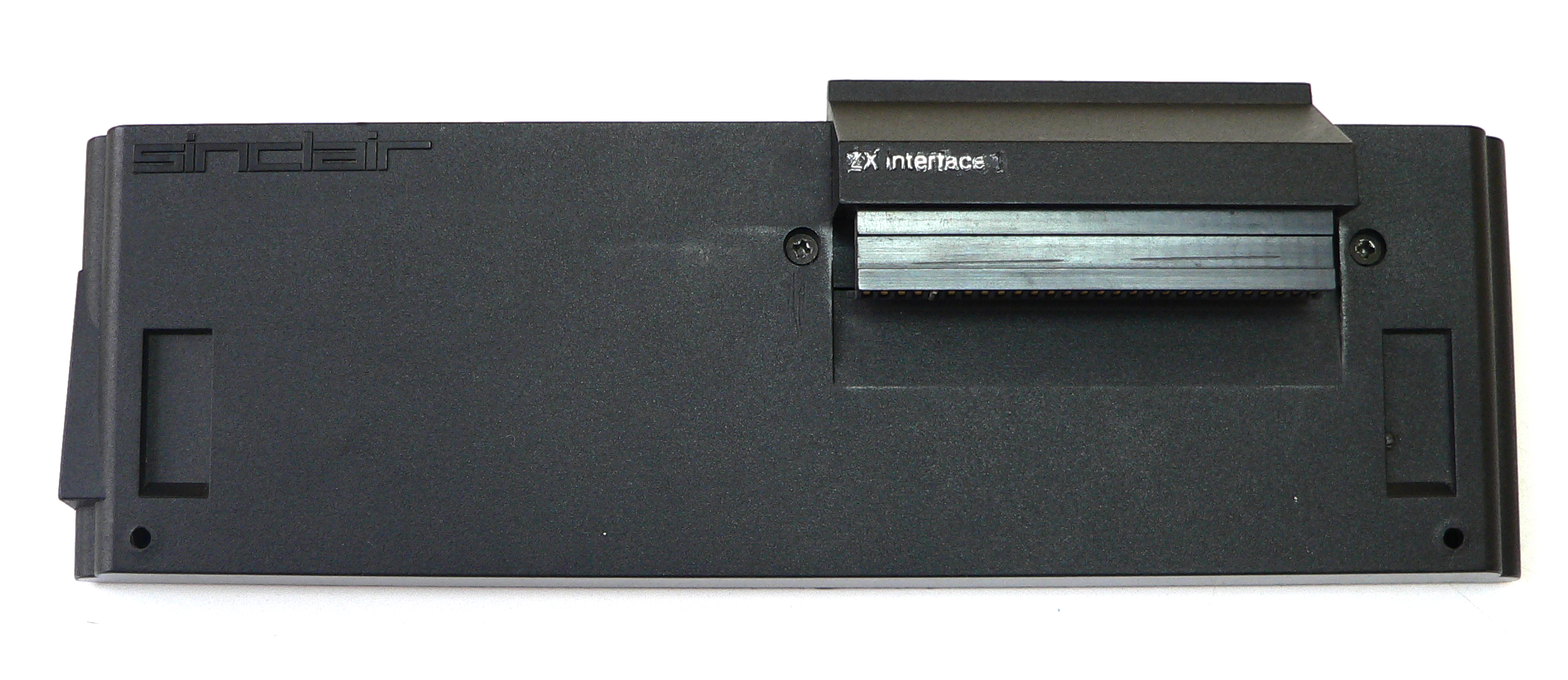
لوحة التوسع زد اكس انترفيس 1 ZX Interface
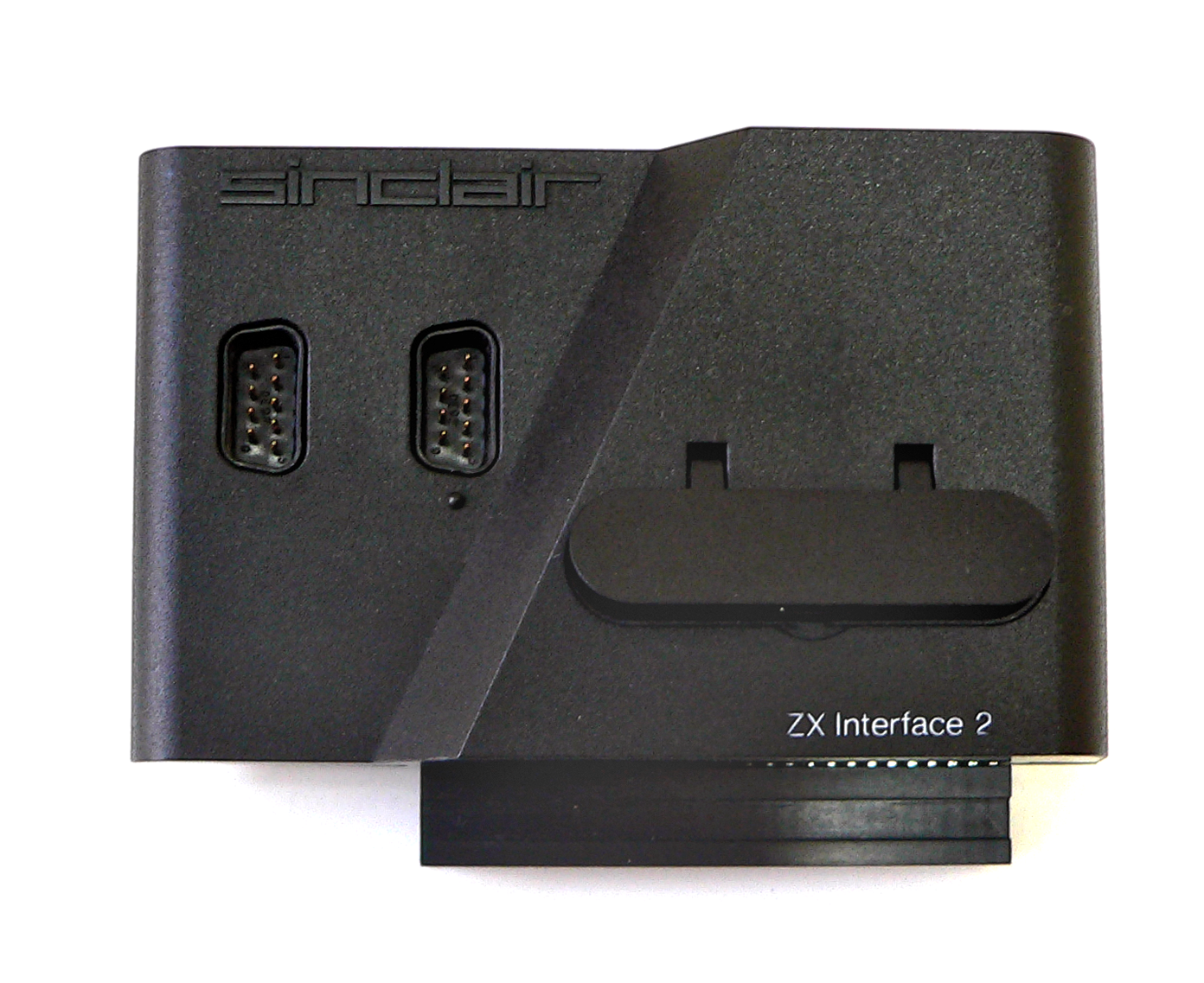
لوحة ربط الكارتردج وعصي تحكم الألعاب زد اكس انترفيس 2 ZX Interface
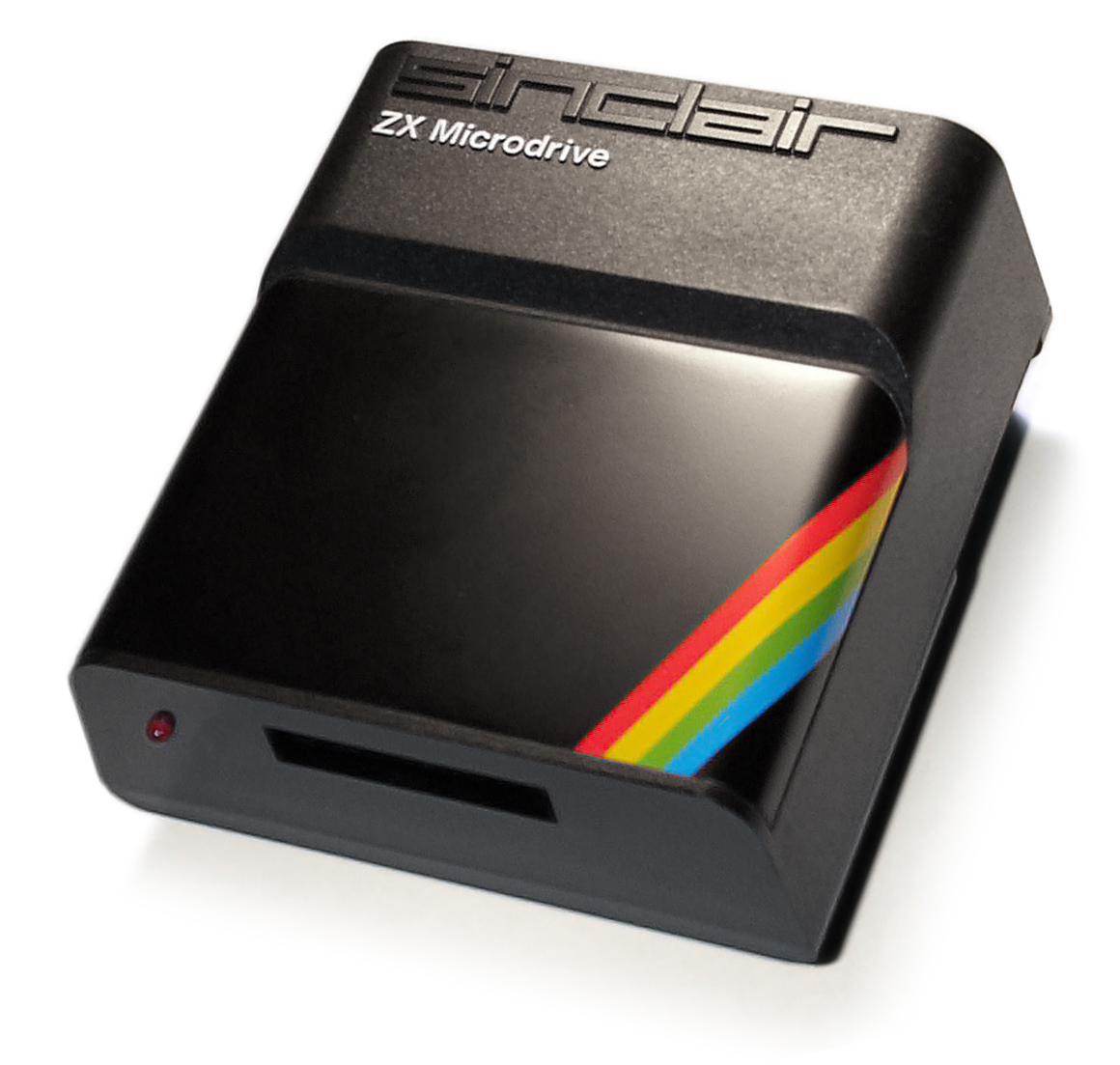
سواقة الكارتردج زد اكس مايكرودرايف ZX Microdrive
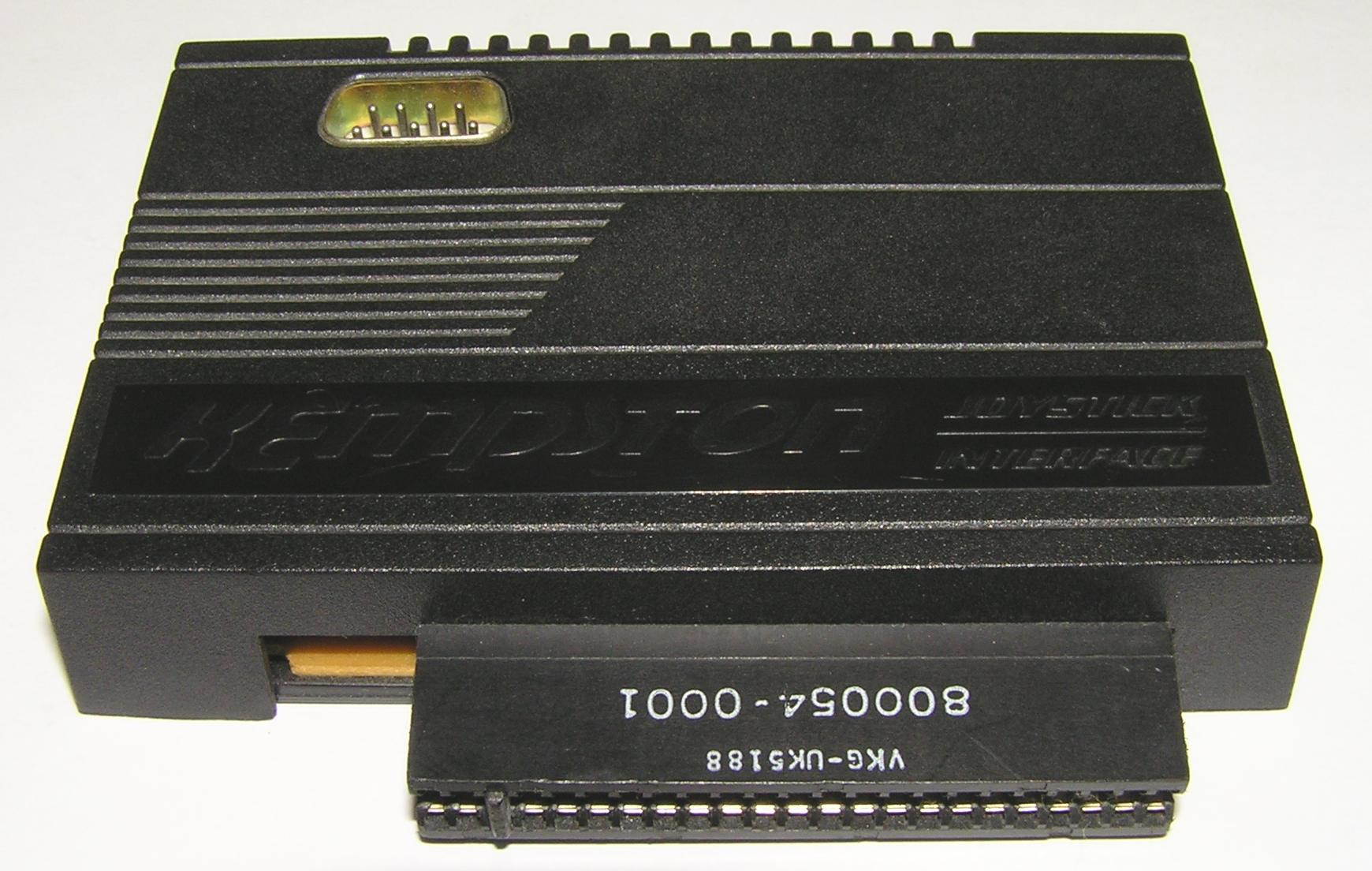
دارة ربط عصي التحكم بالألعاب من كمبستون Kempston

ظهرت العديد من وسائط الربط بسواقات الأقراص المرنة مثل اس بي دوس من ابيديل ديزاينرز / واتفورد إلكترونكسAbbeydale Designers/Watford Electronics، كي دوسKDOS واوبيوس دسكفري Opus Discovery من ابيديل ديزاينرز / كمبستون Abbeydale Designers/Kempston. كانت كلا من كي دوسKDOS وس بي دوس SPDOS من أول الأجهزة التي ظهرت في السوق وسوقت مع رزمة برامج مكتبية (معالج نصوص تاس وورد Tasword، قاعدة بيانات ماستر فايل Masterfile، جداول إلكترونية اومني كالك OmniCalc). كان لهذه الرزمة من البرامج مع غيرها مثل أنظمة أو سي بيOCP للرواتب، الاسهم والشؤون المالية الدور في ادخال العديد من الأعمال الصغيرة إلى عالم الكومبيوتر. أكثر كانت أشهر أنظمة السواقات المرنة (في السوق البريطانية والأوروبية بدون أوروبا الشرقية) قد أنتجت من قبل شركة مايلز غوردون تكنولوجيMiles Gordon Technology التي قدمت ديسكيبل DISiPLE وبلاس دي +D في عام 1987 و1988. كل من هذين النظامين تمتعا بميزة تخزين صورة من الذاكرة على القرص المرن ليتم استعادتها لاحقاً في نفس الوضعية. كان كلا من هاتين السواقتين متوافقاً مع الأوامر المستخدمة مع المايكرودرايف، مما جعل استخدامها مع البرامج الموجودة سابقاً أكثر سهولة.
في منتصف الثمانينات، أطلقت مجموعة تيلي ماب Telemap Group Ltd خدمة مدفوعة تسمح للمستخدمين بربط أجهزة سبكتروم مع خدمة مايكرونت 800 Micronet عن طريق مودم في تي اكس 5000 VTX من بريزم مايكرو Prism Micro. ظهرت هذه الخدمة قبل الشبكة العنكبوتية بعدة سنوات لكنها وفرت العديد من الخدمات التي أصبحت اعتيادية في هذه الأيام.

## البرامج

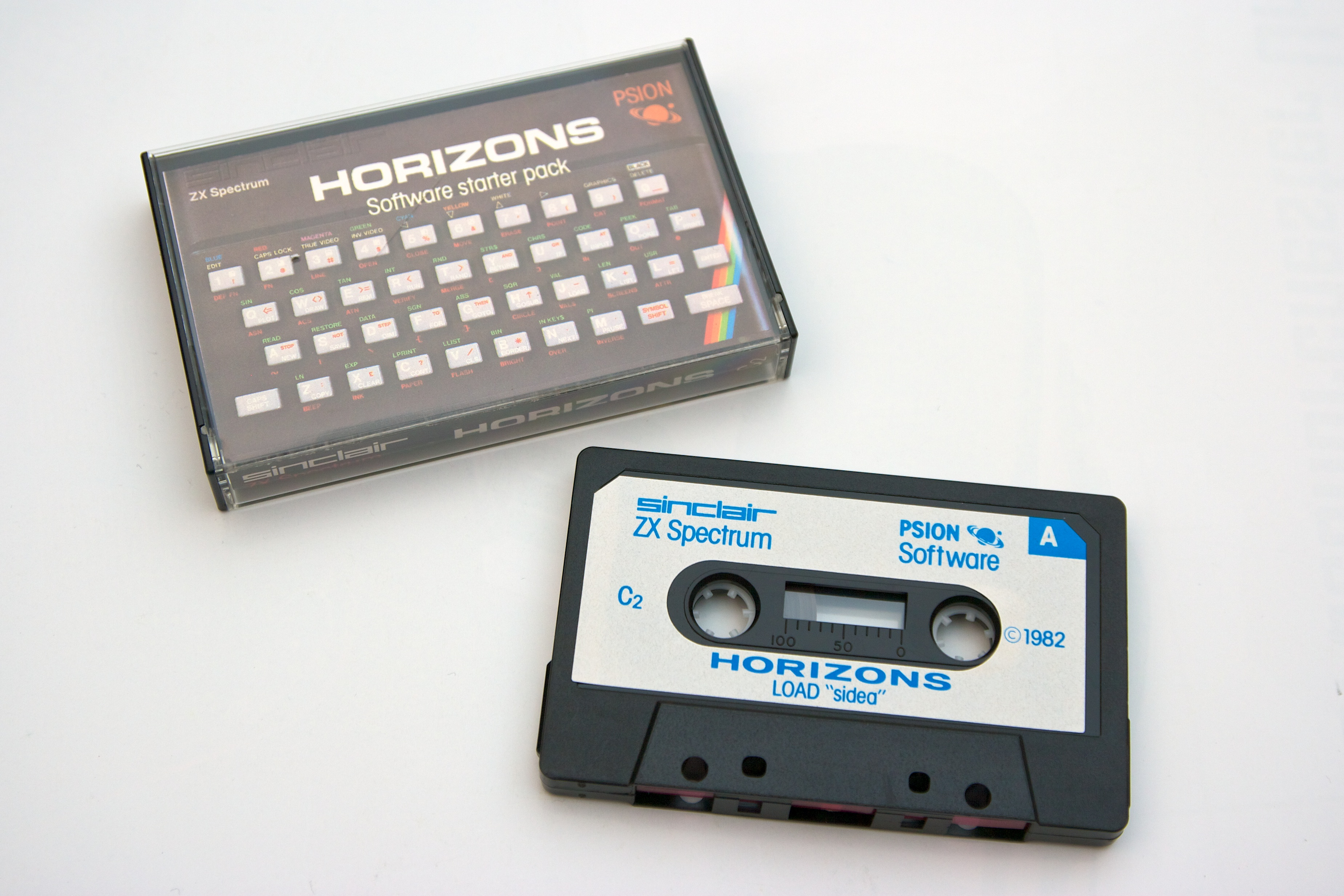
حزمة بداية برنامج Psion Software Horizons لـ ZX Spectrum.

يتمتع جهاز زد اكس سبكتروم بقاعدة شعبية كبيرة. نظراً لانخفاض سعره وسهولة استخدامه وبرمجته، كان سبكتروم هو نقطة البداية للكثير من المبرمجين. كانت محدودية قدرات الجهاز نقطة تأثير ايجابية على المبرمجين ومصممي الألعاب حيث أدت إلى إضافة قدر من الإبداع في عملهم والألعاب التي قاموا بتصميمها، فكانت ألعاب سبكتروم مصممة بطريقة خلاقة وقابلة للعب حتى في مقاييس هذه الأيام. وبالرغم من عدم وجود مخارج مدمجة لعصي الألعاب في الموديلات الأولى من أجهزة سبكتروم، وبالرغم من بدائية القدرات الصوتية وكون قدرات عرض الألوان كانت بالدرجة الأولى لعرض النصوص لكن هذه الأجهزة حظت بنجاح ساحق وانتشار واسع.
توفرت لعائلة أجهزة سبكتروم مكتبة برامج ضخمة تزيد عن 20000 عنوان وما زالت تزداد حالياً. وفي حين كانت معظم هذه البرامج عبارة عن ألعاب، فقد تضمنت أيضاً لغات برمجة، قواعد بيانات (مثل فيو فايل VU-File)، معالجات نصوص (تاسوورد Tasword II)، جداول إلكترونية (فيو كالك VU-Calc) وحتى برامج رسم ثلاثية الأبعاد (فيو 3 دي VU-3D) وبرامج للاثار مع غيرها البرامج متنوعة المجالات.

### التوزيع
معظم يرامج سبكتروم كانت توزع على أشرطة كاسيت. تمتع سبكتروم بقابلية العمل مع مسجلات الكاسيت المنزلية، وبالرغم من الاختلاف في طريقة عرض الصوت من جهاز كاسيت إلى آخر، فقد كانت عملية تحميل البرامج قابلة للاعتماد عليها مع بعض البطء (قياساً للإمكانيات المتوفرة حالياً).
بالرغم من حصول جهاز زد اكس مايكرودرايف ZX Microdrive على مراجعات ايجابية، لكنه لم ينتشر إلى الحد الذي يمكن من استخدامه كوسيلة توزيع للبرامج، للقلق من جودة الكارتردج المستخدم وأيضاً بسبب مشكلة قرصنة البرامج. لذلك، غالباً ما كان استخدامه مكملاً لإصدارات الكاسيت، ومعظم إصدارات البرامج عليه كانت برامج خدمية أو برامج متخصصة مثل تاسووردTasword لمعالجة الكلمات وترانز اكسبرس Trans Express (للنسخ من الكاسيت إلى المايكرودرايف). عموماً، لا توجد أية معلومات عن إصدار أي ألعاب حصرية للمايكرودرايف.
بالرغم من شعبية سواقات ديسكيبل DISCiPLE وأنظمة دي بلاس +D، كانت معظم البرامج التي طورت لهم خدمية. مع ذلك تمتع سبكتروم +3 بنجاح أكبر مع البرامج الصادرة على اسطوانات، حيث ظهر له أكثر من 700 برنامج على اسطوانات 3 بوصة ما بين عامي 1987-1997.
كان يتم توزيع البرامج أيضاً عن طريق الوسائط المطبوعة مثل المجلات والكتب. كان القارئ يقوم بادخال برنامج لغة البيسيك الخاصة بسنكلير بشكل يدوي، ثم يقوم بتشغيله وحفظه على المسجل للاستخدام فيما بعد. وقد كانت البرامج الموزعة بتلك الطريقة أبسط وأبطأ من تلك المطورة باستخدام لغة التجميع. وأيضاً قامت المجلات بنشر ألعاب وبرامج خدمية مكتوبة بلغة الآلة بشكل أعمدة طويلة من الخانات السداس العشرية.
ظهرت وسيلة أخرى لتوزيع البرامج في تلك الفترة، وهي البث الصوتي من مسجل. حيث كان على المستخدم أن يقوم بتسجيل البث على شريط كاسيت صوتي بنفسه. فعلى سبيل المثال، في برامج التلفزيون والراديو في الكثير من الدول الأوروبية، كان يقوم مقدم العرض بشرح البرنامج، يرشد المتابعين كيفية وصل مسجل الكاسيت إلى الراديو أو التلفزيون، ثم يقومون ببث البرنامج عبر الاثير بشكل بث صوتي.
وزعت بعض المجلات أيضاً اسطوانات فينيل 7 بوصة بـ33 دورة في الدقيقة تحتوي على برامج ويتم تشغيلها على مشغل اسطوانات عادي. سميت هذه الاسطوانات باسم فلوبي روم floppy ROM.

### برامج النسخ والنسخ الاحتياطي
ظهرت عدة برامج خدمية لجهاز سبكتروم للنسخ من شريط الكاسيت إلى شريط آخر أو إلى كارتردج مايكرو درايف، وفيما بعد إلى اسطوانات مرنة. لحماية برامجها، قامت شركات تطوير الألعاب باستخدام معايير حماية جديدة مع إصداراتهم تضمنت اليات تحميل مختلفة. إحدى هذه الوسائل التي استخدمت لمحاربة النسخ، كانت بطلب ادخال كلمات معينة من النشرات المرفقة مع الألعاب –مثل ثلاثية Silicon Dreams- أو باستخدام جهاز صغير مرفق مع البرنامج -كما هو الحال في جهاز lenslok المستخدم مع لعبة ايليت Elite-.
تواجدت أيضاً في الأسواق طرفيات متخصصة، مثل مالتي فيس Multiface من رومانتيك روبوتس Romantic Robot، الذي كان يقوم بعمل نسخة كاملة من ذاكرة سبكتروم الرام إلى الديسك / الكاسيت بضغطة زر، وبتحايل كامل على أنظمة الحماية من النسخ.
في السنوات الأخيرة، تم تحويل معظم برامج سبكتروم لتعمل مع الوسائط الحالية وأصبحت متاحة للتحميل والتشغيل. أحد البرامج المعروفة لتحويل ملفات سبكتروم من أشرطة الكاسيت اسمه تيبر Taper؛ حيث يسمح بتوصيل جهاز كاسيت إلى المنفذ المتوازي للكومبيوتر عن طريق منفذ الإدخال line in في بطاقة الصوت أو من خلال جهاز بسيط سهل الصنع. عند تحميل الملفات إلى الجهاز يمكن حينئذ استخدامها مع أي من برامج الموائمة لسبكتروم، وعملياً على أي منصة برامج متوفرة اليوم.
من أكبر مؤرشفي برامج زد اكس سبكتروم حالياً على الشبكة موقع عالم سبكتروم World of Spectrum، مع أكثر من 21,000 عنوان؛ قانونية نسخ هذه البرامج ما زالت محط تساؤل. بالرغم من اعتراض أصحاب حقوق الملكية لعدد من البرامج على عملية الأرشفة والمشاركة هذه، فإن غيرهم وافقوا على أرشفة ألعابهم كجزء من مشروع حفظ برمجيات سبكتروم.

### مطورين أساسيين
بدأ العديد من مطوري الألعاب المعروفين حالياً والعديد من شركات التطوير حياتهم المهنية مع زد اكس سبكتروم، بما فيهم ديفيد بيري David Perry من شركة شايني انترتينمنت Shiny Entertainment، وتيم وكريز ستامبر Tim & Chris Stamper (مؤسسي شركة يولتيميت بلاي ذا غيم Ultimate Play The Game، المعروفة الآن باسم ’رير Rare’ ومطورة العديد من الألعاب المعروفة لنينتيندو Nintendo ومايكروسوفت Microsoft). وضمن المطورين الآخرين جوليان غولوب Julian Gollop (كيوس Chaos، ريبلستار Rebelstar، سلسلة ألعاب اكس كوم X-COM)، ماثيو سميثMatthew Smith (مانيك ماينر Manic Miner، جيت سيت ويلي Jet Set Willy)، جون ريتمان Jon Ritman (ماتش دي Match Day، هيد اوفر هيلز Head Over Heels)، ذا أوليفر توينز The Oliver Twins (مجموعة ألعاب ديزي The Dizzy) كلايف تاونسند Clive Townsend (سابوتور Saboteur)، بيت كووك Pete Cooke (تاو سيتي Tau Ceti)، مايك سنغلتون Mike Singleton (لوردز اوف ميدنايت The Lords of Midnight، وور ان ميدل ايرث War In Middle Earth) والان كوكسAlan Cox.
وبالرغم من أن القدرات الصوتية لسبكتروم لم تكن بالقوة مقارنة بأجهزة الكومبيوتر 8 بت الأخرى في تلك الحقبة، لكن الموسيقيين ديفيد ويتاكرDavid Whittaker وتيم فولينTim Follin قاما بإنتاج موسيقى بطبقات مختلفة مميزة لهذا الجهاز.
أحد المبرمجين المعروفين كان جيف مينتر Jeff Minter الذي قام بتحويل بعض ألعاب فيك-20 Commodore VIC-20التي صممها إلى زد اكس سبكتروم.

### تجمع الهواة
تمتع جهاز سبكتروم بشعبية قوية منذ البداية، حيث ظهرت العديد من المجلات المخصصة له مثل سنكلير يوزر Sinclair User (1982)، يور سنكلير Your Sinclair (1983) وكراش CRASH (1984). في البداية كانت تلك المجلات تقنية التوجه مع برامج مطبوعة للإدخال type-in وتدريب على لغة الآلة machine code tutorials. فيما بعد، أصبحت هذه المجلات متمحورة حول الألعاب. عدا عن تلك المجلات، وجدت مجلات أخرى تعنى بمجال الكومبيوتر تتناول كافة أنواع الأجهزة ومن ضمنها زد اكس سبكتروم بشكل مكثف أو خفيف. من تلك المجلات: كومبيوتر غيمر Computer Gamer، كومبيوتر أند فيديو غيمز Computer and Video Games، كومبيوتينغ تودي Computing Today، بوبيولر كومبيوتنغ ويكلي Popular Computing Weekly، يور كومبيوتر Your Computer وغيمز ماشين Games Machines.
كان يعرف جهاز سبكتروم أيضاً باسم سبيكي Speccy من قبل الهواة.
تواجدت أكثر من 80 مجلة تعنى بأمور أجهزة سنكلير سبكتروم، الكثير منها في روسيا، وأبرزهم آلكنيوز AlchNews (إنجلترا)، زد اكس فورمات ZX-Format (روسيا) وسبكتروفون Spectrofon (روسيا).
الكثير من مبرمجي ألعاب هذه الأيام تعلموا البرمجة من خلال زد اكس سبكتروم. (مثال على ذلك مبرمجي لعبة ستارتوبيا أدخلو شيفرة سرية ضمن اللعبة تمكن اللاعب من اللعب في نفس نمط 8 بت المستخدم في سبكتروم.)

## وصلات خارجية
لا توجد روابط لمواقع التواصل الاجتماعي.

- زد إكس سبكتروم على مشروع الدليل المفتوح
- ألعاب على الشبكة نسخة محفوظة 18 مايو 2012 على موقع واي باك مشين.
- عالم سبكتروم
- صفحة عن سبكتروم في موقع vrcp
- كوكب سنكلير
- مجلة زد اكس اف
- تطوير سنكلير سبكتروم
- بنية سبكتروم 128 +2 نسخة محفوظة 13 فبراير 2012 على موقع واي باك مشين.
- دليل لغة البيسيك لسبكتروم